# Sali Vercellese
Sali Vercellese ist eine Gemeinde in der italienischen Provinz Vercelli (VC), Region Piemont.

## Lage und Einwohner
Sali Vercellese liegt knapp 10 km westlich von Vercelli. Die Nachbargemeinden sind Lignana, Salasco und Vercelli.
Das Gemeindegebiet umfasst eine Fläche von 8,77 km² und hat 94 Einwohner (Stand 31. Dezember 2023). Der Ort liegt an der Via Francigena.

## Einzelnachweise

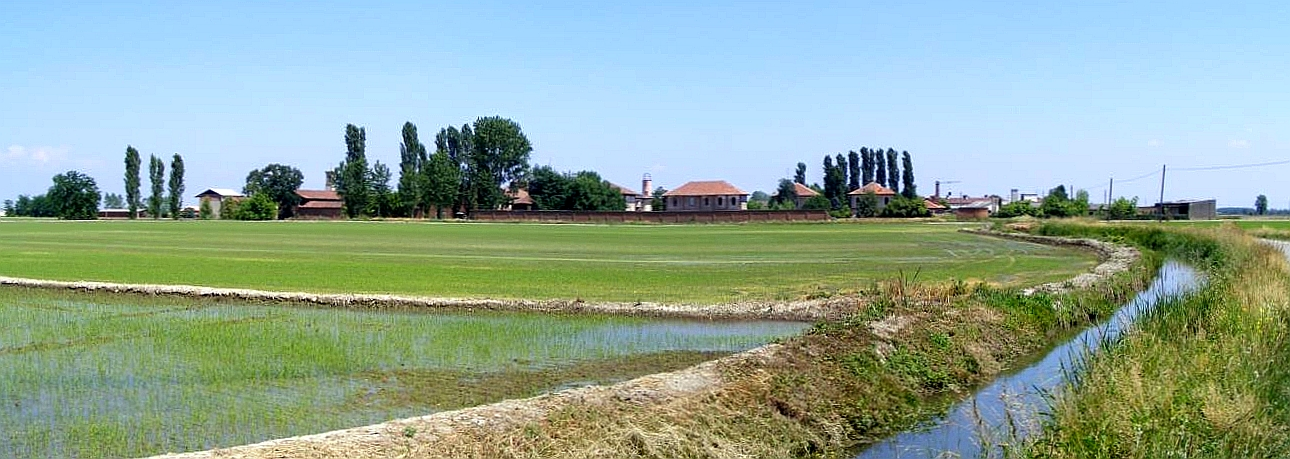
Panorama